# 이찬호
이찬호(1989년 1월 8일~)는 대한민국의 배우이다. 1998년 MBC 드라마《육남매》로 데뷔하였다.

## 학력
- 성균관대학교 연기예술학과 (중퇴)

## 출연 작품

### 텔레비전 드라마
- KBS2《사랑비》 (2012) ... 장수 역
- KBS2《적도의 남자》(2012) ... 어린 금줄 역
- KBS2 《브레인》(2011)... 재웅 역
- MBC《계백》(2011) ... 용수 역
- KBS2《공부의 신》(2010) ... 오봉구 역
- EBS 《TV로 보는 원작동화》(2002 ~ 2003)
- MBC《눈으로 말해요》(2000 ~ 2001)
- MBC《육남매》(1998 ~ 1999) ... 이두희 역

### 영화
- 《음치클리닉》(2012) ... 명석 역
- 《비상》(2009) ... 막내 역
- 《4교시 추리영역》(2009) ... 탁트인 역
- 《울학교 이티》(2008) ... 옥기호 역
- 《S 다이어리》(2004) ... 청소부 1 역
- 《미소》(2004) ... 배달원 역
- 《굳세어라 금순아》(2002) ... 이웃집 아이 역

## 광고
- 1997년 계몽사 신나는 수학탐험
- 1998년 롯데웰푸드 구구(feat. 주현)
- 1998년 레킷벤키저 노란 옥시크린 싹싹
- 1998년 농심 스파게티 누룽지 (feat.KBS 코미디 세상만사:옥상만가 팀)
- 1999년 에버랜드
- 2003년 농심 쫄병스낵